# الدرة الألفية في علم العربية
الدرة الألفية في علم العربية هي منظومة جمعت علم النحو والصرف من بحرين هما السريع والرجز وقد سماها المؤلف بـ «الدرة الالفية»، بدأ ابن معطي في تأليفها سنة 593 هـ وأتمها سنة 595 هـ.

## شروحها
- شرح المقدمة الجزولية للجزولي في النحو.
- شرح الجمل في النحو للجرجاني.
- كتاب الجمهرة لابن دريد.